# Horvátfalu (Topuszka)
Horvátfalu (horvátul: Hrvatsko Selo) falu Horvátországban, Sziszek-Monoszló megyében. Közigazgatásilag Topuszkához tartozik.

## Fekvése
Sziszektől légvonalban 35, közúton 46 km-re délnyugatra, községközpontjától légvonalban 2, közúton 3 km-re keletre, az úgynevezett Báni-végvidéken, a Glina folyó bal partján fekszik.

## Története
Területe a 11. század végétől magyar-horvát királyok uralma alatt volt. A 13. század elején a közeli Topuszkán II. András magyar király cisztercita apátságot alapított. A 16. században ezt a vidéket is egyre többször érték török támadások, majd 1556-ban az Oszmán Birodalom több évszázadra megszállta a területét. A vidék az 1593 és 1699 között dúlt török háborúkban teljesen elpusztult. A karlócai békével ez a terület is felszabadult a török megszállás alól, majd a Katonai határőrvidék része lett. A 17. század végétől főként a Túrmező területéről horvát lakosság települt ide.
A katonai közigazgatás 1881-ig tartott. Ezután Zágráb vármegye Vrginmosti járásának része volt. A településnek 1857-ben 692, 1910-ben 1050 lakosa volt. 1918-ban a Szerb-Horvát-Szlovén Királyság, majd 1929-ben Jugoszlávia része lett. A lakosság horvát nemzetiségű volt. 1941 és 1945 között a falu a Független Horvát Állam része volt.. 1943-ig usztasa erők uralták, ekkor azonban partizán alakultok vonták ellenőrzésük alá akik mindent földig romboltak. A délszláv háború idején 1991 szeptemberében idején 1991 szeptemberében szerb csapatok szállták meg. A horvát lakosságot elűzték, házaikat felgyújtották. A horvát hadsereg a Vihar hadművelet keretében 1995. augusztus 7-én foglalta vissza. A háború után megindult az újjáépítés. A településnek 2011-ben 310 lakosa volt.

## Lakosság
| Lakosság változása | Lakosság változása | Lakosság változása | Lakosság változása | Lakosság változása | Lakosság változása | Lakosság változása | Lakosság változása | Lakosság változása | Lakosság változása | Lakosság változása | Lakosság változása | Lakosság változása | Lakosság változása | Lakosság változása | Lakosság változása |
| ------------------ | ------------------ | ------------------ | ------------------ | ------------------ | ------------------ | ------------------ | ------------------ | ------------------ | ------------------ | ------------------ | ------------------ | ------------------ | ------------------ | ------------------ | ------------------ |
| 1857               | 1869               | 1880               | 1890               | 1900               | 1910               | 1921               | 1931               | 1948               | 1953               | 1961               | 1971               | 1981               | 1991               | 2001               | 2011               |
| 692                | 741                | 719                | 880                | 906                | 1.050              | 948                | 1.036              | 997                | 978                | 829                | 664                | 630                | 550                | 333                | 310                |

## Nevezetességei
- A határában található Benkovo-forrást a többi Topuszka környéki forráshoz hasonlóan a 19. században építették ki. Nevét az 1. báni ezred egykori parancsnokáról Ivan Benkoról kapta, akinek nagy érdemei vannak a topuszkai gyógyfürdő felépítésében. A forrás fölé emelt pompás faépület ma már nincs meg, csak a kőből készült alapzata látható. A forrás felett az épület helyén kereszt áll.